# Houthavenpark
Het Houthavenpark is een park in Amsterdam-West, gelegen tussen de Spaarndammerbuurt en de wijk Houthavens. De zuidelijke begrenzing van het park wordt gevormd door de Spaarndammerdijk en Tasmanstraat, de noordelijke grens is de Stavangerweg. Het park ligt deels op de in 2018 in gebruik genomen Spaarndammertunnel.
De naam van het park werd in april 2021 vastgesteld na een verkiezing door buurtbewoners.